# Heteropogon lehri
Heteropogon lehri là một loài ruồi trong họ Asilidae. Heteropogon lehri được Richter miêu tả năm 1968. Loài này phân bố ở vùng Cổ Bắc giới.